# 岩手県立平舘高等学校
岩手県立平舘高等学校（いわてけんりつたいらだてこうとうがっこう、Iwate Prefectural Tairadate High School）は、岩手県八幡平市に所在する公立の高等学校。

## 設置学科
- 普通科
  - 2年生から「Ⅰコース（就職主コース）」と「Ⅱコース（進学主コース）」に分かれる。
- 家政科学科
  - 2年生から「ビジネスコース」と「ツーリストコース」に分かれる。

## 概要
歴史
1948年（昭和23年）に「岩手県立沼宮内高等学校平舘分校」として開校。翌1949年（昭和24年）に独立し現校名となった。
校章
1947年（昭和22年）に岩手県に行幸した昭和天皇が国分謙吉岩手県知事に移植を依頼した紫草を校章としている。校内に移植された紫草はその後、御苑生物研究所に寄贈された。
校歌
作詞は菊池知勇、作曲は菊池ユキによる。歌詞は4番まであり、各番とも「ああ平舘 ああ平舘高校」で終わる。

## 沿革
- 1948年（昭和23年）7月7日 - 「岩手県立沼宮内高等学校平舘分校」（夜間定時制）として開校[2]。定員を100名とする。
- 1949年（昭和24年）4月1日 - 沼宮内高等学校より分離し、「岩手県立平舘高等学校」として独立。全日制課程普通科を併設する。
- 1955年（昭和30年）3月31日 - 定時制を廃止。
- 1963年（昭和38年）4月1日 - 家政科を設置。
- 1987年（昭和62年）4月1日 - 家政科を家政科学科に改称。

## 交通アクセス
- JR東日本花輪線平館駅より徒歩20分
- 岩手県北バス
  - A51・A52で「平舘コミュニティーセンター」バス停下車平舘高等学校最寄りのバス停。後ろには入り口の立て看板が見える。 。徒歩5分。

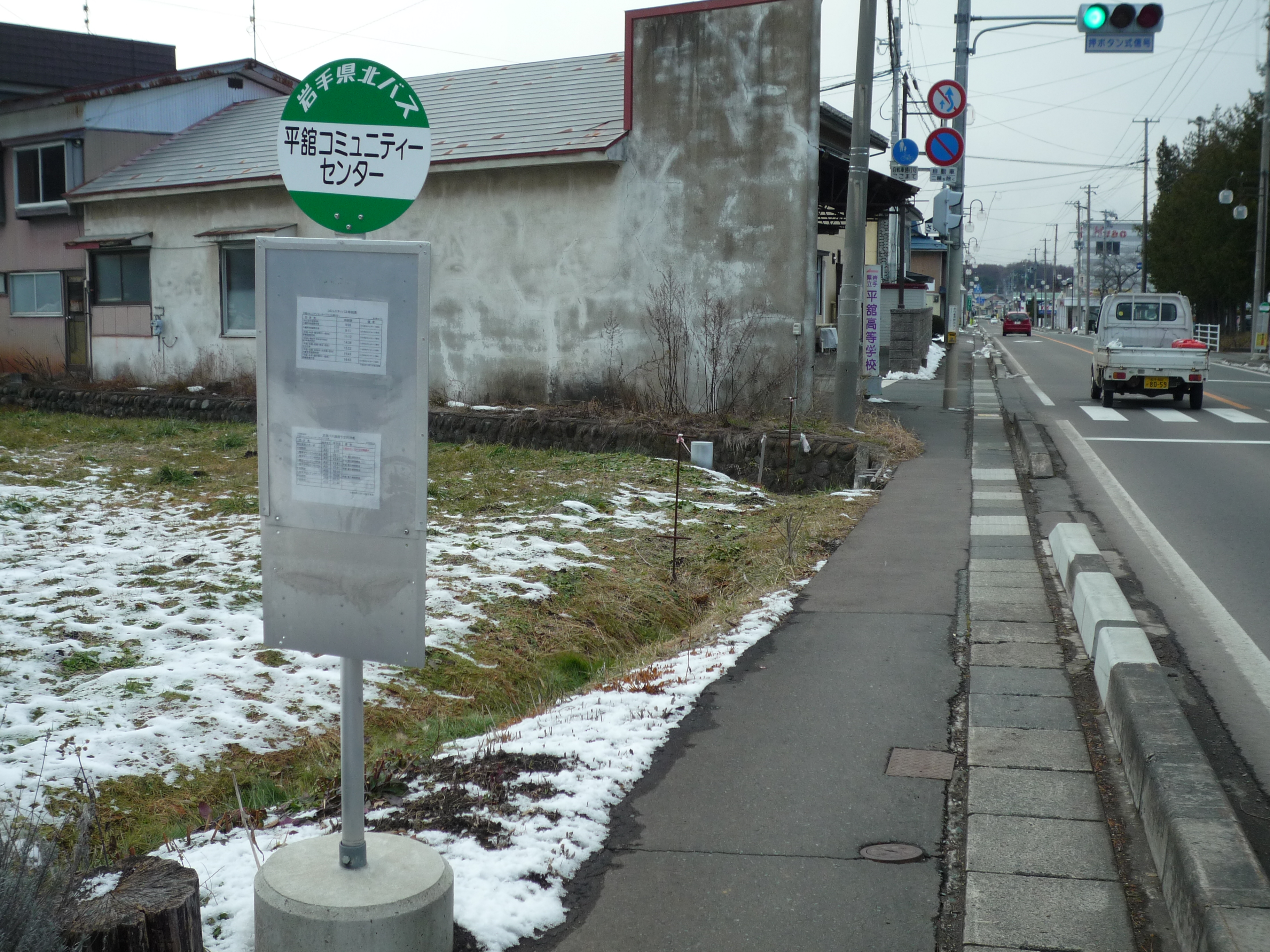
平舘高等学校最寄りのバス停。後ろには入り口の立て看板が見える。

## 著名な出身者
- 千葉星子 - タレント、ファッションモデル
- 時乃平亜睦 - 大相撲力士[注釈 2]